# Darya Safai
Darya Safai, persiano:دریا صفایی; (Teheran, 7 aprile 1975), è una politica, scrittrice e attivista per i diritti umani delle donne, iraniana naturalizzata belga, dal 2019 membro della Camera dei rappresentanti del Parlamento federale del Belgio.

## Biografia
Darya Safai è nata nella capitale iraniana Teheran nel 1975, figlia maggiore di altre due ragazze. Ed è cresciuta in Iran dopo la rivoluzione del 1979. Racconta, dopo che il suo Paese natale è diventato una repubblica islamica rigorosamente conservatrice, di aver sperimentato sentimenti di oppressione e ingiustizia fin dalla tenera età. Secondo lei, questo ha generato i semi del suo attivismo per i diritti delle donne. 

### Proteste studentesche
All'età di 22 anni, Safai ha sposato Saeed Bashirtash. Ha studiato odontoiatria all'Università di Teheran. Durante il suo ultimo anno di college, ha preso parte alle proteste studentesche nella sua università nel 1999 in risposta alla revoca della licenza del giornale iraniano riformista Salam, che si è rapidamente trasformata in una diffusa protesta contro il regime iraniano. Il quarto giorno delle proteste, Safai e suo marito, uno dei leader della protesta, hanno guidato una manifestazione studentesca di centinaia di migliaia di persone.
Tuttavia, l'Ayatollah Khamenei vide le proteste come una minaccia per il regime iraniano e ordinò ad Hassan Rohani, allora capo dei servizi di sicurezza e poi presidente dell'Iran, di porre fine alle proteste. Safai e suo marito stavano tornando in auto il quinto giorno quando sono stati avvisati da un amico che le forze di sicurezza avevano fatto irruzione nel loro appartamento. Suo marito fuggì tra la folla e si nascose, mentre lei si recò con l'auto dai suoi genitori. Due giorni dopo, però, Safai venne arrestata. Fu rilasciata dal carcere solo 24 giorni più tardi dopo aver pagato una grossa cauzione. Secondo Safai, probabilmente venne rilasciata perché il regime iraniano aveva scommesso che lei li avrebbe condotti dal marito in clandestinità. Dopo il suo rilascio, ha sostenuto gli esami finali. Dopo qualche settimana entrò segretamente in contatto anche con il marito nascosto e insieme decisero di fuggire dall'Iran il prima possibile.

### Fuga in Belgio
La fuga fu progettata attraverso la Turchia. Ma proprio in Turchia Bashirtash venne arrestato dalle autorità turche, che avevano in programma di scambiarlo con un prigioniero politico turco. Poiché Bashirtash aveva anche studiato odontoiatria in Belgio presso l'ULB, il governo belga decise di dare a Bashirtash i documenti di transito, in modo che Safai e suo marito potessero fuggire in Belgio. Dopo la fuga, Safai fu condannata in contumacia da un tribunale iraniano a due anni di carcere.
Il 28 giugno 2000, Safai e suo marito atterrarono all'aeroporto di Zaventem. Safai imparò rapidamente l'olandese e il francese. Poiché il suo diploma non fu riconosciuto in Belgio, dovette rifare i suoi ultimi due anni di odontoiatria presso la Vrije Universiteit Brussel. Ha poi fondato studi dentistici con il marito a Bruxelles e Anversa. Nel 2003 ha acquisito anche la cittadinanza belga.

### Attivismo
Nel 2014 ha fondato il gruppo "Let Iranian Women Entering Their Stadiums" per lottare per il diritto delle donne iraniane di assistere alle partite sportive negli stadi. Ha usato il divieto di accesso allo stadio come simbolo di una delle tante discriminazioni con cui le donne iraniane si confrontano quotidianamente.
Nel febbraio 2015, Darya Safai ha scritto una lettera a Sepp Blatter, all'epoca presidente della FIFA, sulla situazione delle donne iraniane e su ciò che si aspettavano dalla FIFA. Motivo: la FIFA non rispettava i suoi statuti riguardanti la Repubblica islamica dell'Iran. Diceva l'articolo 3 degli statuti della FIFA:
Questa lettera è stata sostenuta e firmata da più di 200 eminenti accademici iraniani, attivisti umani, civili e politici, prigionieri politici e artisti.
Ai Giochi Olimpici del 2016 a Rio de Janeiro, ha mostrato il suo striscione durante le partite di pallavolo della squadra di pallavolo maschile iraniana. Questa azione ha causato molte polemiche. I funzionari olimpici e il personale di sicurezza hanno minacciato di espellerla per aver tenuto lo striscione davanti alle telecamere. Ma non è più andata a mostrare il cartello durante diversi altri giochi.
Il 2 giugno 2017, Darya Safai e un'altra attivista hanno mostrato lo striscione "Let Iranian Women Enter Their Stadiums" durante la partita Italia-Iran della FIVB Volleyball World League a Pesaro, in Italia.  Gli agenti di polizia italiani avrebbero impedito loro di esibirsi nella manifestazione, rimosso Darya Safai con la forza dalle gradinate dello stadio e tagliato a pezzi lo striscione, mentre l'episodio veniva filmato da almeno un passante.
Safai ha anche condotto una campagna contro le leggi sull'hijab obbligatorio in Iran, sostenendo che rappresenta la discriminazione e l'oppressione contro le donne iraniane. È anche critica nei confronti dei politici occidentali che sostengono che indossare veli e foulard islamici in Occidente è una questione di libertà religiosa, parità di diritti o sono un simbolo di diversità. Safai afferma che condonare il velo per tolleranza o multiculturalismo è una forma di relativismo culturale e di sostegno ingiustificato alla discriminazione istituzionalizzata. Nel 2016, Safai ha criticato la senatrice belga del Mouvement Réformateur Christine Defraigne per aver fatto una visita ufficiale in Iran e per aver indossato un velo durante gli incontri con i funzionari del governo iraniano.

### In politica

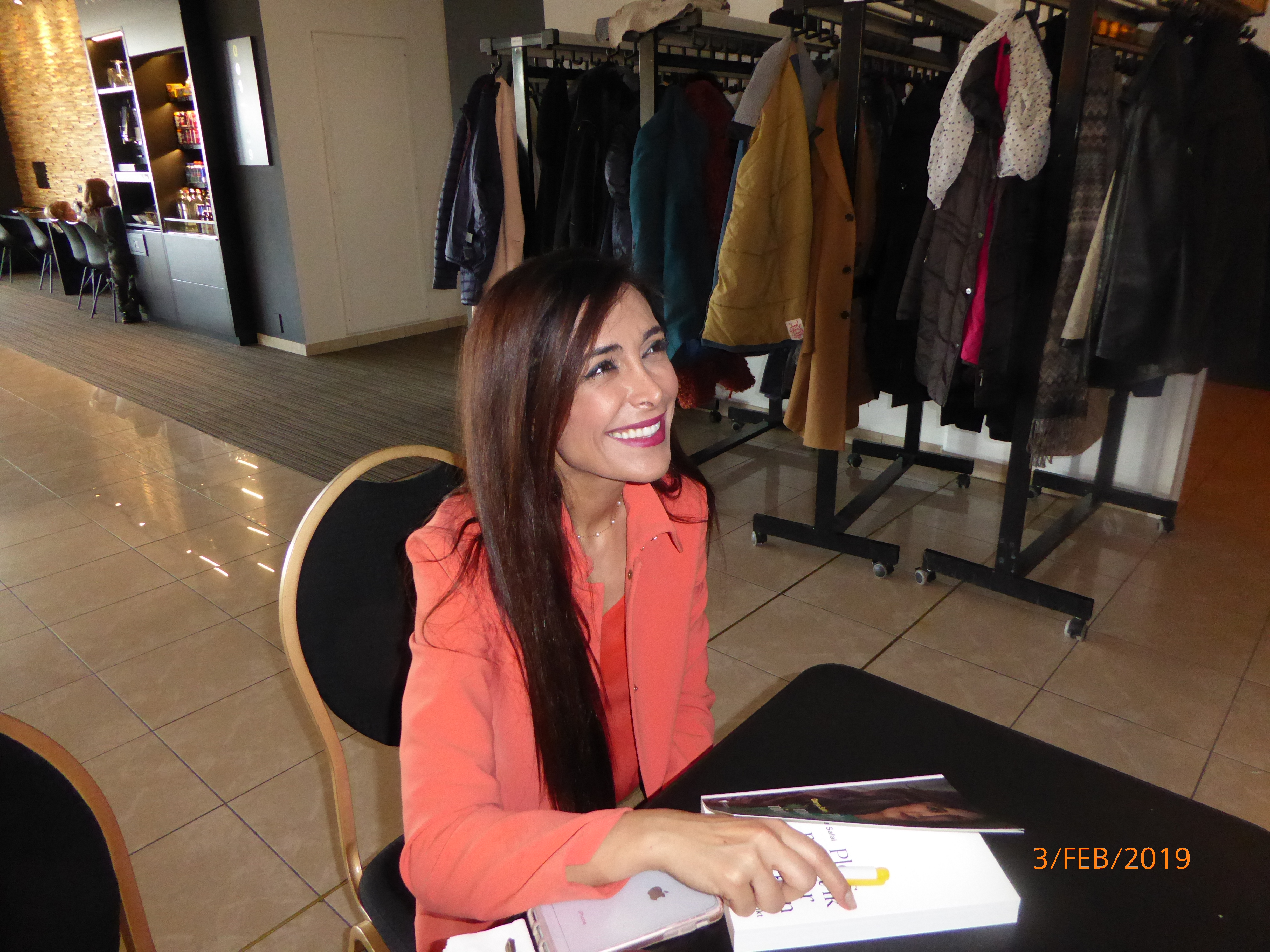
Darya Safai alla presentazione di un suo libro a Edegem

A causa del suo attivismo per i diritti delle donne, Safai è stata contattata dai partiti Open Vld e Nuova Alleanza Fiamminga (N-VA) per candidarsi. È entrata a far parte dell'N-VA nel 2018 e si è candidata per il partito nella regione del Brabante Fiammingo durante le elezioni locali belghe del 2018, ma non è stata eletta. Durante le elezioni federali belghe del 2019, Safai è stata inserita nella lista N-VA nella regione del Brabante Fiammingo ed è stata eletta alla Camera dei Rappresentanti.
È diventata vicepresidente del comitato consultivo per l'emancipazione sociale nella legislatura 2019-2024, membro permanente delle commissioni per le relazioni estere e la difesa e deputata nelle commissioni per gli affari interni, la sicurezza, la migrazione, la governance e la salute e le pari opportunità. Da settembre 2019 è anche membro dell'Assemblea parlamentare del Consiglio d'Europa.
Nell'ottobre 2022 ha attirato l'attenzione dei media tagliandosi i capelli, insieme al ministro degli Esteri belga, Hadja Lahbib, dopo un discorso sulle proteste iraniane dopo la morte di Mahsa Amini.
Alle elezioni del 9 giugno 2024, Safai è stata nuovamente eletta al terzo posto nella lista N-VA del Brabante Fiammingo per un secondo mandato alla Camera.

## Vita privata
Safai ha sposato il politico, attivista e dentista iraniano Saeed Bashirtash nel 1997. Hanno due figli, una femmina e un maschio: Dena Bashirtash, anche lei dentista; e Ario Bashirtash.
Parla correntemente persiano, olandese, francese e inglese.

## Opere
- Lopen tegen de wind ("Correre contro il vento"), 2015 sulla sua storia di vita e sulla sua lotta contro la discriminazione delle donne iraniane.
- Plots mocht ik niet meer lachen ("All'improvviso non mi è stato più permesso di ridere"), 2018

Oltre ai suoi libri, scrive anche articoli di opinione e contributi per De Morgen, De Tijd, De Standaard, Knack e il think tank liberale Liberales e appare regolarmente nei media come opinionista.

## Riconoscimenti
- Marzo 2016 premio Ebbenhouten Spoor per meriti eccezionali come nuova arrivata fiamminga.[30]
- Dicembre 2016 titolo di "Donne di pace" dal Segretario di Stato belga per le pari opportunità al Senato belga, per la sua lotta per i diritti delle donne.[31]